# Ізенди
Ізенди́ (каз. Изенді) — село у складі Нуринського району Карагандинської області Казахстану. Адміністративний центр Кенжарицького сільського округу.
Населення — 480 осіб (2021; 652 у 2009, 828 у 1999, 1153 у 1989).
Національний склад станом на 1989 рік:
- казахи — 100 %.

У радянські часи село називалось також Ізенді.